# 长梗三宝木
长梗三宝木（学名：Trigonostemon thyrsoideus）是大戟科三宝木属的植物。分布于越南以及中国大陆的云南、贵州、广西等地，生长于海拔300米至1,900米的地区，常生于密林中，目前尚未由人工引种栽培。

## 别名
普柔树（静生季刊） 普黍树（中国种子植物科属辞典）

## 异名
- Prosartema stellaris auct. non Gagnep.